# Erbe di Provenza
Le erbe di Provenza (o erbe provenzali) sono una miscela di erbe aromatiche essiccate, inventata in Provenza (sud della Francia) negli anni '70, e diffusa ora in tutta la regione mediterranea.

## Composizione
Le erbe usate, le cui proporzioni (e la presenza) possono variare a seconda del produttore, sono di solito timo, rosmarino, basilico, finocchio, salvia, maggiorana, menta, origano, e santoreggia. Dal 2003, un certificato di qualità (label rouge) tutela l'autenticità del misto di herbes de provence, che deve contenere il 27% di rosmarino, il 27% di santoreggia, il 27% di origano e il 19% di timo. La label rouge certifica anche il tenore in olii essenziali degli ingredienti utilizzati e la tracciabilità della produzione (che deve essere francese).

## Usi
Le erbe di Provenza vengono utilizzate in piatti a base di verdura, negli stufati, e nelle grigliate, sia di carne che di pesce. Tendenzialmente si aggiungono prima o durante la cottura, e non una volta terminata la cottura; si usa anche mettere le erbe di Provenza nell'olio di cottura per insaporirlo, prima di aggiungerci il cibo.